# Parc national du Gargano
Le parc national du Gargano est un parc national italien, situé dans le massif montagneux du Gargano, formant une presqu'île sur la côte adriatique de l'Italie, dans la province de Foggia, non loin de la ville éponyme, dans la région des Pouilles.
Ce parc, créé par l'article 34 de la loi no 394 du 6 décembre 1991, s'étend sur 118 144 hectares, ce qui en fait l'une des réserves les plus vastes d'Italie. Il englobe également l'archipel des îles Tremiti, dont les trois îles principales sont San Domino, San Nicola et Capraia.

## Géographie et faune

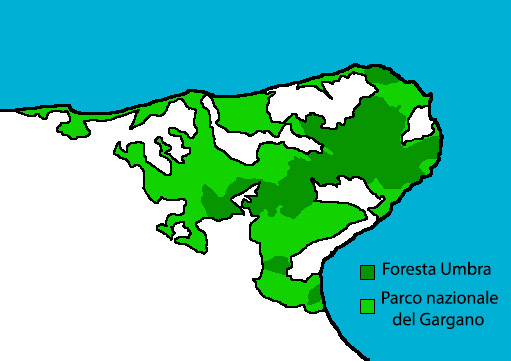
Carte du parc national du Gargano.

On y rencontre les paysages les plus variés et plus de 2 200 espèces végétales, des épaisses forêts, de hautes falaises plongeant sur la mer, de grands plateaux calcaires, de grands lacs côtiers. Les formations végétales les plus importantes que l'on y rencontre sont la hêtraie et l'yeusaie (peuplement de chênes verts). Le parc abrite deux vastes lagunes, le lac de Lesina et le lac de Varano, lequel est le plus vaste du sud de l'Italie (60 km2).
On y trouve aussi 170 espèces d'oiseaux parmi lesquelles la buse variable, le faucon crécerelle, l'épervier, le faucon pèlerin, le hibou moyen-duc, le hibou grand-duc, la chouette effraie, l’alouette et le petit-duc scops. Les mammifères principaux sont le chevreuil, le sanglier, le cerf, le renard, le blaireau, le daim, le chat sauvage. Quelques loups ont été de nouveau observés récemment.

## Monuments et lieux d'intérêt
- La grotte de Paglicci
- Le lac Salso
- Le sanctuaire Saint-Michel-Archange du mont Gargan
- La basilique de Siponto
- La nécropole de La Salata
- La tour Fortore
- La tour Mileto
- La tour des Prévôts
- La tour San Felice

## Communes
Les communes présentes sur son territoire sont : Apricena, Cagnano Varano, Carpino, Ischitella, Isole Tremiti, Lesina, Manfredonia, Mattinata, Monte Sant'Angelo, Peschici, Rignano Garganico, Rodi Garganico, San Giovanni Rotondo, San Marco in Lamis, San Nicandro Garganico, Serracapriola, Vico del Gargano, Vieste.

## Galerie

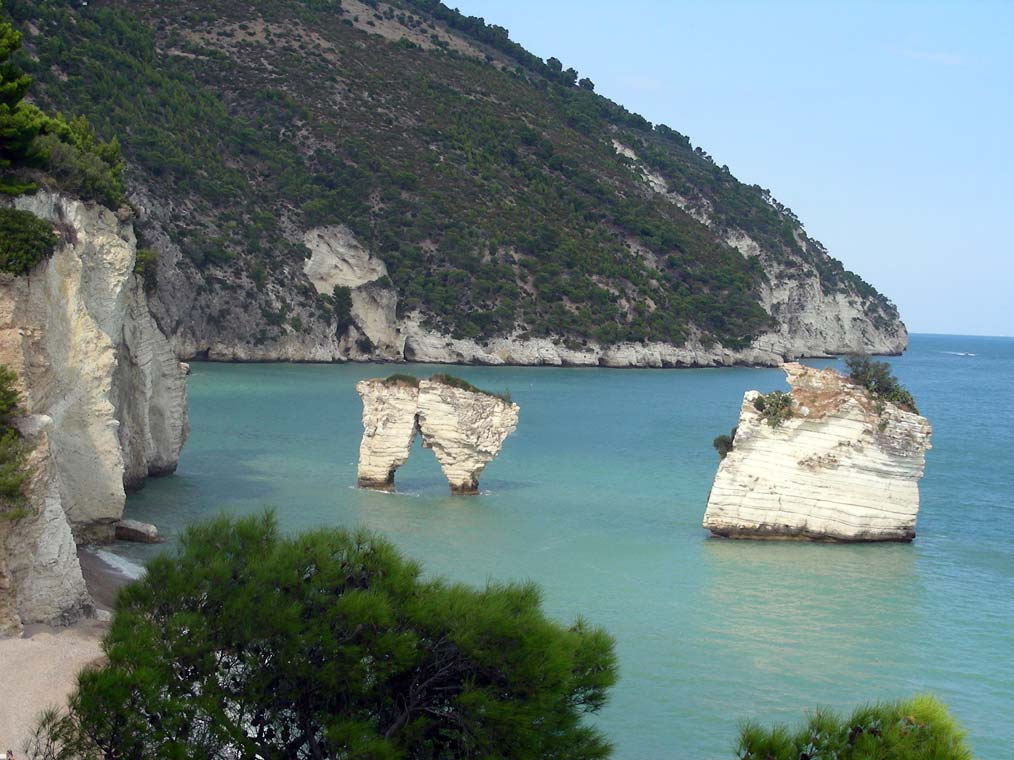
Baie Faraglioni.
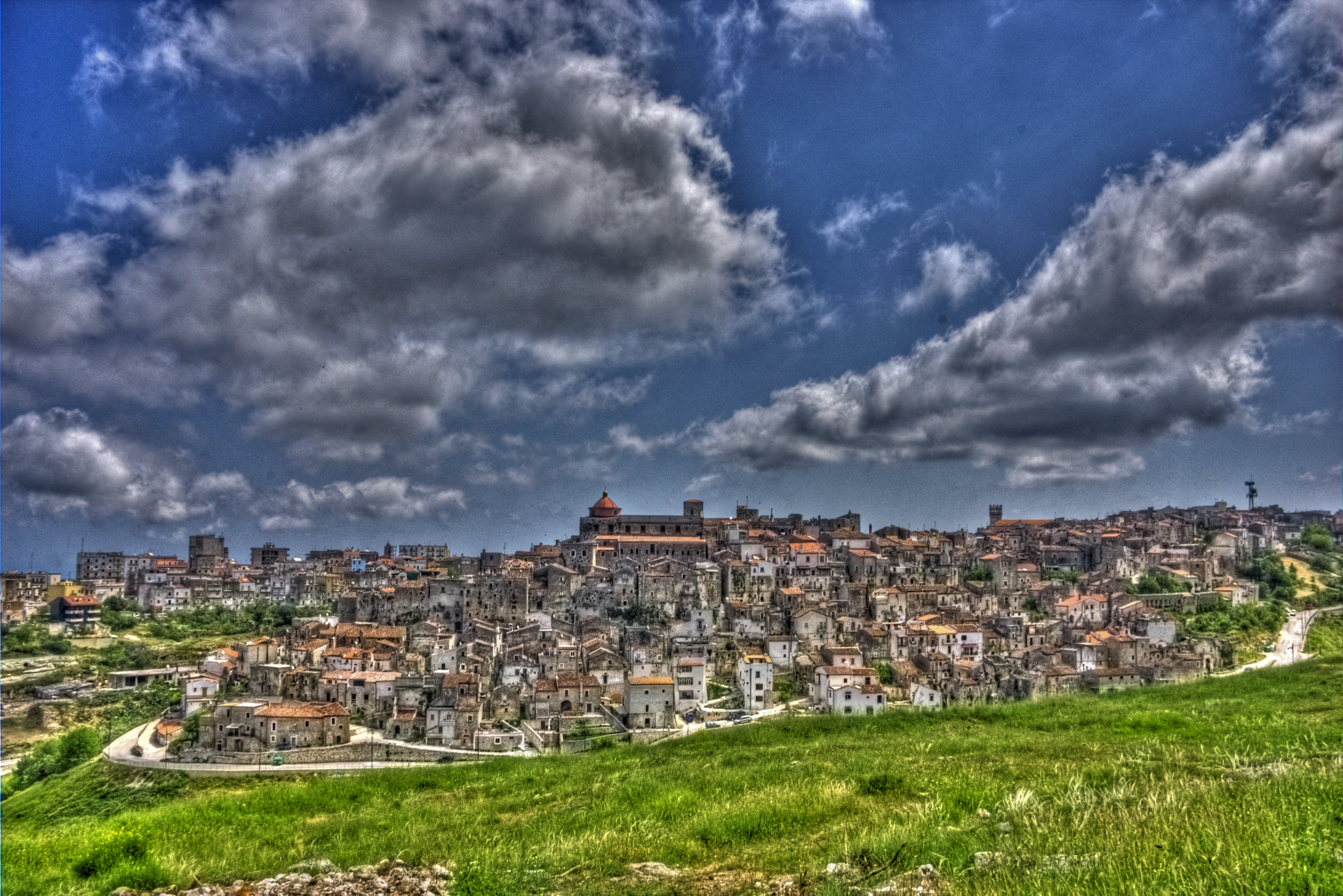
Vico del Gargano.
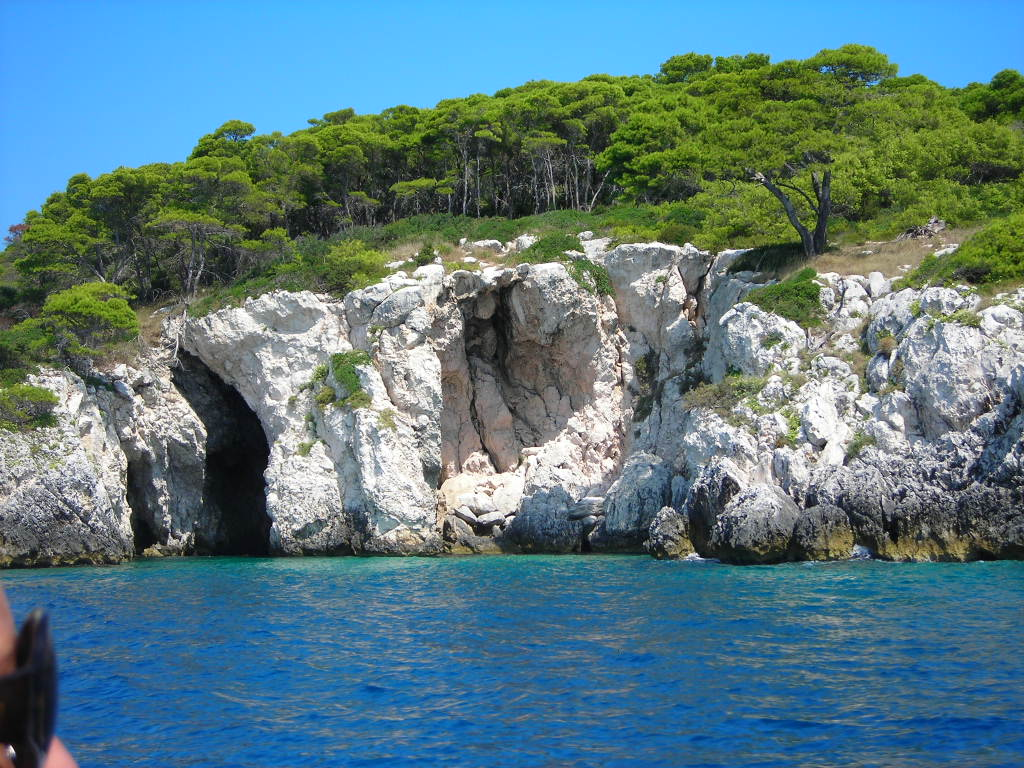
Îles Tremiti.
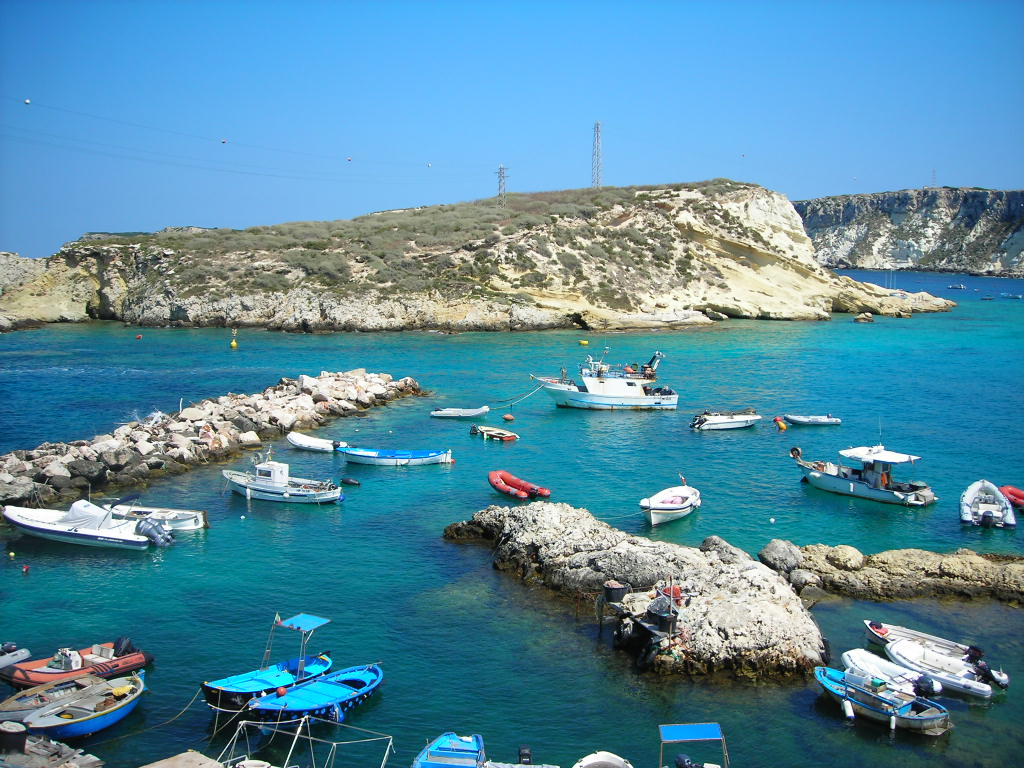
Îles Tremiti.
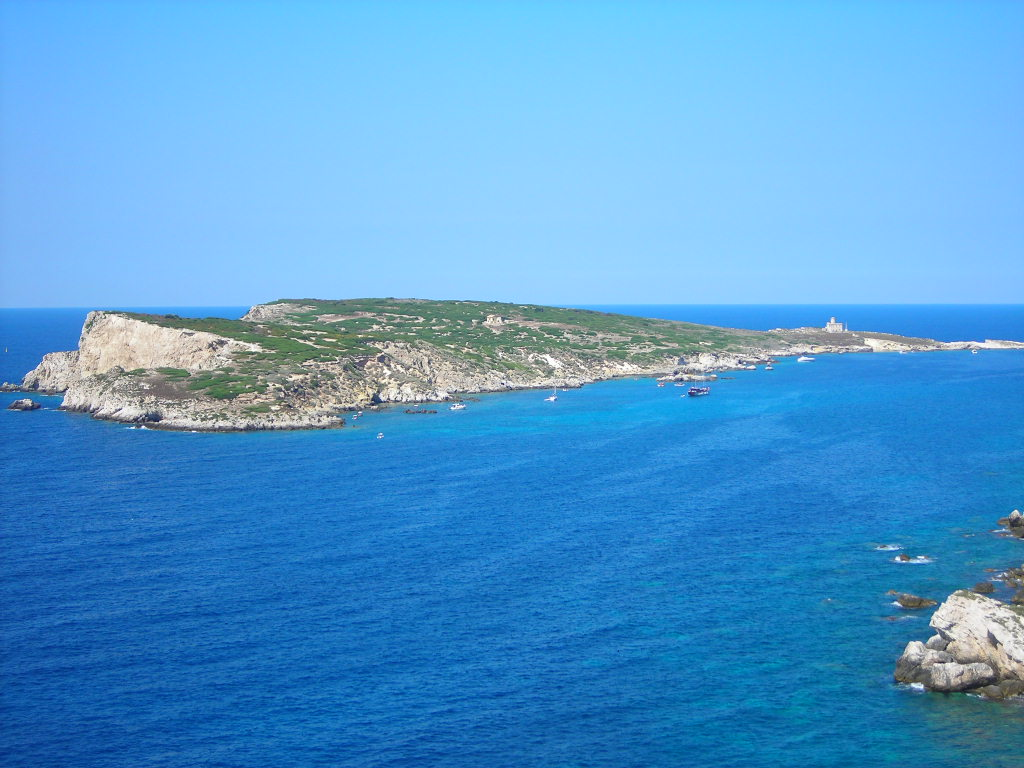
Îles Tremiti.